# Paris-New York
Pour plus de détails, voir Fiche technique et Distribution.
Paris-New York est le troisième et dernier volet d'une trilogie policière humoristique comprenant "Café de Paris" (Yves Mirande / Georges Lacombe - 1938) et "Derrière la Façade" (Yves Mirande / Georges Lacombe - 1939). Le film,  commencé en 1938 par Claude Heymann puis terminé par Yves Mirande[réf. nécessaire] et Georges Lacombe[réf. nécessaire], est sorti à Paris au cinéma "Le Rex" le 03 Avril 1940.

## Synopsis
Différentes intrigues se nouent au cours d'une traversée à bord du paquebot Normandie. L'inspecteur Boucheron convoie le Diamant de la Couronne, une pierre de grande valeur qui doit figurer au Palais de la France de l'Exposition internationale de New York. À bord, il retrouve le commissaire Lambert, de la Sûreté, également en mission. 
Paul Landry, un journaliste amoureux s'est embarqué pour suivre celle qu'il aime ; il découvre à bord qu'elle lui avait caché sa véritable identité et qu'elle est Jane Billingham, la fille d'un richissime banquier. Ayant demandé sa main à son père, celui-ci la lui refuse mais disparaissant peu après, Paul Landry est suspecté.

## Fiche technique
- Réalisation : Claude Heymann[1] (qui commence le film) et Georges Lacombe (qui le termine), supervisé et signé par Yves Mirande
- Assistante-réalisatrice : Jacqueline Audry
- Scénario et dialogues : Yves Mirande
- Photographie : Roger Hubert et Willy Faktorovitch
- Montage : Andrée Danis
- Son: Jean Rieul, René Boutiet
- Musique originale : Henri Casadesus, sous la direction d'André Cadou
- Editions musicales: Editions Choudens
- Décors et maquettes : André Andrejew
- Directeurs de production : Robert Vernay, Pierre Danis
- Production : Régina
- Producteurs : Pierre O'Connell, Arys Nissotti
- Distribution : Filmsonor
- Régie générale : Louis Demasure, Lucien Pinoteau
- Format :  Son mono - Noir et blanc - 35 mm  - 1,37:1
- Pays :  France
- Durée : 90 minutes
- Genre : Comédie policière
- Date de sortie : 
  - France - 3 avril 1940

## Distribution
- Gaby Morlay : Gaby, la pseudo secrétaire de Castagnières, en réalité sa maîtresse
- Michel Simon : Le commissaire Boucheron, chargé de veiller sur un diamant célèbre
- André Lefaur : Deloisel, un voleur de bijoux, le complice de Conrad
- Claude Dauphin : Paul Landry, un jeune journaliste amoureux de Jane
- Jacques Baumer : Le commissaire Lambert, qui enquête avec son collègue Boucheron sur le paquebot Normandie
- Jules Berry : Sinclar, le pseudo manager de Miss Deauville
- Simone Berriau : Lydia de Saintonge, une ancienne chanteuse et actrice qui a épousé un homme ennuyeux
- Gisèle Préville : Jane Billingham, la fille d'un riche banquier, étudiante aux Beaux-Arts
- René Alexandre : Billingham, un riche banquier sans cœur, le père de Jane
- Aimé Clariond : M. de Saintonge, le mari conventionnel et ennuyeux de Lydia
- Maurice Escande : Ernest Conrad, un voleur de bijoux, le complice de Deloisel
- Marcel Simon : Castagnières, un homme d'affaires qui voyage en compagnie de sa femme et de sa maîtresse
- Marguerite Pierry : Mme Castagnières, sa femme, qui se lie d'amitié avec Gaby
- Lise Courbet : Miss Deauville, une beauté de province que son "manager" tente de placer auprès de milliardaires
- Philippe Richard : Le commandant du Normandie
- René Fleur : Le commissaire de bord
- Noël Roquevert : un policier
- Rivers Cadet : Un employé
- Robert Ozanne : Le barman
- Léon Arvel
- Denise Vernac

## Autour du film
Après de nombreux films tournés à bord, depuis sa mise en service au printemps 1935, « Paris New-York » est le dernier tourné sur le paquebot Normandie, moins de deux semaines avant l’invasion de la Pologne et l’entrée en guerre de la France.
La traditionnelle immobilisation estivale du navire étant écourtée, les scènes intérieures ne sont pas tourné sur Normandie mais en studios. Il en résulte un certain décalage entre les très beaux plans captés dans la gare maritime, sur les quais et sur les différents ponts du paquebot et ceux tournés devant des décors jugés ratés.
Les dernières scènes se tiennent à New-York, devant le Palais de la France, à l’Exposition internationale.
Marguerite Pierry et Marcel Simon forment un couple dans ce film, comme dans la vie.